# 工业盐
工业盐是化学工业的最基本原料之一，主要成分有氯化钠、亚硝酸钠等。用于生产盐酸、烧碱、纯碱、氫氣、氯气等化学产品。工业盐可根据加工与否分为工业颗粒盐和工业精制盐。工业精制盐有更高的氯化钠含量和更少的杂质含量。

## 用途
冬天時溶化路上積雪。

## 食用危害
工业盐中含有一定致癌作用的亚硝酸盐，也可能会掺杂铅、砷、汞等对人体有害的杂质。人食用一定量的工业盐后会出现头晕、耳鸣、全身无力、呕吐、腹泻、呼吸困难等症状，严重者甚至会导致死亡。所以工业盐不可当作食用盐使用。